# Премия Хидэо Кобаяси
Премия Хидэо Кобаяси (яп. 小林秀雄賞 Кобаяси Хидэо сё:) — литературная премия Японии, присуждаемая авторам гуманитарных исследований (литературоведение и др.), продемонстрировавшим выдающееся владение родным языком. Присуждается ежегодно одному либо двум лауреатам. Учреждена в 2002 году в результате реорганизации «Премии культуры Синтёся»: она была разделена на премию «Синтё-докюменто» (для произведений в жанре документальной прозы) и собственно премию Хидэо Кобаяси, названную в честь выдающегося японского литературоведа и литературного критика. Создание премии было приурочено к столетию со дня рождения Кобаяси (1902—1983). Курируется «Обществом поддержки литературы» при издательстве «Синтёся».

## Жюри
- Норихиро Като
- Нацуо Сэкикава
- Тосиюки Хориэ
- Такэси Ёро
- Осаму Хасимото (с 2007)

До 2007 года в состав жюри входил Хаяо Каваи, которого сменил Хасимото.

## Лауреаты
- 2002:
  - Осаму Хасимото, «Мисима Юкио — каким он был?» (三島由紀夫とはなにものだったのか)
  - Минако Сайто, «Критика хрестоматий» (文章読本さん江)
- 2003:
  - Кацухито Иваи, «Что будет с обществом дальше?» (会社はこれからどうなるのか)
  - Такааки Ёсимото, «Читая Нацумэ Сосэки» (夏目漱石を読む)
- 2004:
  - Ёко Сано, «Нет ни Христа, ни Будды» (神も仏もありませぬ)
  - Синъити Накадзава, «Антропология симметрии. Cahier / Savage V» (対称性人類学 カイエソバージュⅤ)
- 2005:
  - Кэнъитиро Моги, «Мозг и гипотеза» (脳と仮想)
- 2006:
  - Ёдзи Аракава, «Актуальные вопросы художественной литературы» (文芸時評という感想)
- 2007:
  - Тацуру Утида, «Самиздат в еврейской культуре» (私家版・ユダヤ文化論)
- 2008:
  - Томио Тада, «Умолкшие гиганты» (寡黙なる巨人)